# Samtredia
Samtredia (gruzínsky სამტრედია) je gruzínské město. Nachází se v nížinách západní části regionu Imeretie. Město je nejvíce známé jako největší železniční uzel na celém Kavkazu. Ve městě žije 25 318 obyvatel (v r. 2014).

## Poloha města
Samtredia byla postavena v nížinné oblasti západní Gruzie mezi toky dvou řek: Cchenisckali, která se za městem vlévá do Rioni. Obě řeky svírají město do trojúhelníku, Rioni zprava, Cchenisckali zleva. Nadmořská výška města je 20 až 30 metrů nad mořem a vládne zde subtropické vlhké klima. Samtredia je vzdálena 24 km západně od krajské metropole Kutaisi a 244 km západně od Tbilisi.

## Historie
Historie města se začíná psát v době, kdy byla dokončena železnice spojující Tbilisi s černomořským přístavem Poti. Od 80. let 19. století začala poblíž nejvýznamnějšího uzlu této dráhy růst osada, která za několik let dosáhla velikosti města. V roce 1921, krátce po obsazení Gruzie ruskými bolševiky, získala osada statut města. Za sovětské éry byla Samtredia industrializována (vybudovány byly potravinářské a dřevozpracující podniky). Vzhledem ke své výhodné poloze se město postupně stávalo nejvýznamnější dopravní tepnou na Kavkazu. Tohoto faktu později 26.–30. července 1990 využila protisovětská opozice, jejíž členové zablokovali zdejší železniční uzel, aby donutila vládu Gruzínské SSR vyhlásit svobodné volby. V následujícím roce byl železniční uzel blokován znovu, tentokrát vládou Zviada Gamsachurdii, která takto činila nátlak na centrální sovětskou vládu v Moskvě, nehledě na ekonomické a politické důsledky ve vlasti. Na činnosti gruzínských přístavů a drah totiž byla životně závislá sousední Arménie a gruzínská ekonomika utrpěla také značné škody. Později v roce 1993 se Samtredia stala dějištěm jedné z bitev občanské války mezi vládním vojskem a Zviadisty, přívržence svrženého prezidenta Gamsachurdii, kteří od 17. do 23. října 1993 ovládali město a odřízli celou střední a východní Gruzii od Černého moře. Od porážky zviadistů nastal ve městě klid, ale město, stejně jako zbytek Gruzie, trpělo rostoucí chudobou a nezaměstnaností a úpadkem, ze kterého se zatím ještě nedokázalo úplně vzpamatovat.

## Hospodářství
Hospodářství města se orientuje na obchod, dopravu, průmysl i zemědělství. Ze zemědělských produktů má význam pěstování obilí, zeleniny, ovoce a čaje. Uplatňuje se zde i chov dobytka. Průmysl je v Samtredii orientován na zpracování zemědělských a přírodních produktů a nerostných surovin. V místních továrnách se zpracovávají listy čajovníků, maso, vyrábí se pečivo a ovocné nápoje a alkoholické nápoje. Ve městě se průmyslově zpracovává i dřevo. V okolí města se nachází naleziště štěrku, písku, cihlářského jílu, vápence a síry. Ve městě sídlí fotbalový klub FC Samtredia.

### Doprava
Samtredia je nejvýznamnějším dopravním uzlem na Kavkazu. Přes město totiž vedou a napojují se zde na sebe všechny důležité železniční tratě a silniční tahy v Gruzii, k tomu se ještě musí připočíst řeka Rioni. Trasy většinou spojují oblast Černého moře s Tbilisi, ostatními gruzínskými velkými městy a okolní země. O strategické významnosti tohoto dopravního uzlu svědčí i to, že je na jeho činnosti závislá sousední Arménie, v menší míře pak i Ázerbájdžán, protože nemají žádný alternativní přístup k Černému moři. Význam v dopravě podtrhuje i nedaleké mezinárodní letiště Davida Budovatele, spadající úředně pod Kutaisi, ale do Samtredie je to odtamtud blíže, jen asi 10 km.